# برينت ماكغراث
برينت ماكغراث (بالإنجليزية: Brent McGrath)‏ هو لاعب كرة قدم أسترالي في مركز الوسط، ولد في 18 يونيو 1991 في بانجول في غامبيا. شارك مع منتخب أستراليا تحت 17 سنة لكرة القدم ومنتخب أستراليا تحت 20 سنة لكرة القدم ومنتخب أستراليا لكرة القدم. أما مع النوادي، فقد لعب مع أديلايد يونايتد ونادي بروندبي ونادي بورت ونادي تشونبوري.

## وصلات خارجية
- برينت ماكغراث على موقع قاعدة بيانات كرة القدم.إي يو (الإنجليزية)
- برينت ماكغراث على موقع ناشيونال فوتبول تيمز (الإنجليزية)
- برينت ماكغراث على موقع Soccerway.com (الإنجليزية)
- برينت ماكغراث على موقع عالم كرة القدم.نت (الإنجليزية)